# Farrokh-Rou Parsa
Farrokh-Rou Parsa, née le 21 mars 1922 à Qom et morte le 8 mai 1980 à Téhéran, est une médecin et femme politique iranienne. Elle est ministre de l'Éducation entre 1968 et 1971.

## Biographie
Elle est la fille de Farrokh-Din Parsa et Fakhr-Afaq, éditrice en chef de Jahan-i Zanan (Le Monde de la femme), un magazine féminin publié dans les années 1920.

### Carrière scientifique
Farrokh-Rou est une des premières diplômées de l'école normale en Iran. En 1942, elle est employée en tant que professeure de biologie dans le lycée Nourbakhsh. Elle se marie en 1944 avec un officier de l'armée. En plus de son travail d'enseignante, elle visitera aussi des prisonniers dans leurs lieux de détention.
Elle devient principale du lycée Valli u'llah Nasr pour un an, puis en 1957 est nommée principale du lycée Nourbakhsh. Après avoir obtenu son diplôme de médecin, elle devient professeure de biologie au lycée Jeanne-d'Arc de Téhéran, où elle a notamment pour élève Farah Diba, future épouse du chah Mohammed Reza Pahlavi.

### Carrière politique
En 1963, elle est élue députée au Parlement, avant d'être nommée deux ans plus tard, vice-ministre de l'Éducation dans le gouvernement du Premier ministre Amir Abbas Hoveyda. Le 27 août 1968, elle est nommée ministre de l'Éducation par ce dernier. C'est la première fois qu'une femme occupe une fonction ministérielle dans le pays. Elle conserve son poste jusqu'en janvier 1971.

### Mort

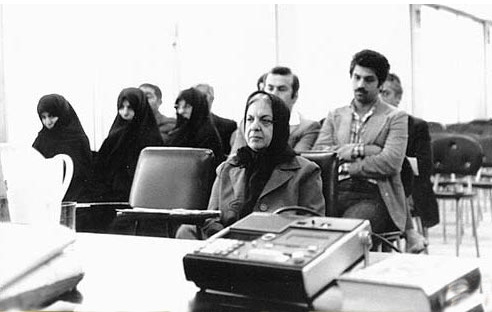
Farrokh-Rou Parsa durant son procès, après la révolution islamique.

Incarcérée après la révolution islamique de 1979, elle est tuée par un peloton d'exécution le 8 mai 1980, après un procès non équitable pour corruption devant un « comité révolutionnaire ».